# Ніна Федорова
Ніна Федорова (справжні ім'я і прізвище — Антоніна Федорівна Подгоринова; у шлюбі — Рязановська; нар. 1895, Лохвиця — пом. 1985, Окленд) — американська письменниця російського походження.

## Біографія
Народилася 1895 року в місті Лохвиці Полтавської губернії Російської імперії (нині Полтавська область, Україна). Дитинство провела у Верхньоудинську, неподалік озера Байкалу. Здобувши освіту на історико-філологічному відділенні Бестужевських жіночих курсів у Санкт-Петербурзі, переїхала до Харбіна, де викладала російську мову і літературу у місцевій гімназії.
У 1923 році одружилася з істориком та культурологом Валентином Рязановським. Народила двох синів — Миколу (нар. 1923) та Олександра (нар. 1928), які також в подальшому стали істориками. У 1936 році сім'я переїхала до Тяньцзіня, у 1938 році — до США.
Майже до кінця життя писала романи та викладала в університеті штату Орегону. Останні роки життя провела у Сан-Франциско. Померла 1985 року в Окленді.

## Творчість
Найбільшої популярності набув роман письменниці «Сім'я», що вийшов у 1940 році англійською мовою. В авторському перекладі російською мовою роман було видано 1952 року нью-йоркським видавництвом імені Чехова. Роман, присвячений історії життя російських емігрантів у Тяньцзіні, проблемі батьків та дітей, був добре прийнятий критикою російської еміграції. Роман було перекладено 12 мов і він набув всесвітньої популярності. Лише у США він витримав понад 17 видань. У Росії «Сім'я» була опублікована у 1989 році у «Роман-газеті для юнацтва», а потім у 1994 році вийшов окремим виданням у санкт-петербурзькому видавництві «Logos».
У 1958 році у Франкфурті-на-Майні була видана її повість «Діти». У 1964—1966 роках у Вашингтоні вийшла перша частина її трилогії «Життя». Цей роман є художнім аналізом ціннісної та світоглядної систем соціалістичних гуртків та об'єднань. 1964 року в Сан-Паулу була видана книга «Театр для дітей».
Письменниця була авторкою численних оповідань та есеїв, присвячених англійській літературі. Публікувалася в органах друку «першої» та «другої» хвиль еміграції: «Новосіллі», «Відродженні», «Новому журналі», «Гранях».